# Shortwood United FC
Shortwood United FC (celým názvem: Shortwood United Football Club) je anglický fotbalový klub, který sídlí ve městě Nailsworth v nemetropolitním hrabství Gloucestershire. Založen byl v roce 1900. Od sezóny 2018/19 hraje ve Western Football League Premier Division (9. nejvyšší soutěž). Klubové barvy jsou červená, bílá a černá.
Své domácí zápasy odehrává na stadionu Meadowbank Ground s kapacitou 2 000 diváků.

## Úspěchy v domácích pohárech
Zdroj: 
- FA Cup
  - 1. kolo: 2013/14
- FA Trophy
  - 3. předkolo: 2012/13, 2017/18
- FA Vase
  - Čtvrtfinále: 2011/12

## Umístění v jednotlivých sezonách
Stručný přehled
Zdroj: 
- 1975–1982: Gloucestershire County League
- 1982–1983: Hellenic Football League (Premier Division)
- 1983–1984: Hellenic Football League (Division One)
- 1984–2012: Hellenic Football League (Premier Division)
- 2012–2017: Southern Football League (Division One South & West)
- 2017–2018: Southern Football League (Division One West)
- 2018– : Western Football League (Premier Division)

Jednotlivé ročníky
Zdroj: 
Legenda: Z – zápasy, V – výhry, R – remízy, P – porážky, VG – vstřelené góly, OG – obdržené góly, +/- – rozdíl skóre, B – body, červené podbarvení – sestup, zelené podbarvení – postup, fialové podbarvení – reorganizace, změna skupiny či soutěže
| Sezóny  | Liga                                                 | Úroveň | Z  | V  | R  | P  | VG  | OG  | +/- | B  | Pozice |
| ------- | ---------------------------------------------------- | ------ | -- | -- | -- | -- | --- | --- | --- | -- | ------ |
| 2009/10 | Hellenic Football League (Premier Division)          | 9      | 42 | 30 | 5  | 7  | 107 | 46  | +61 | 95 | 2.     |
| 2010/11 | Hellenic Football League (Premier Division)          | 9      | 42 | 25 | 7  | 10 | 111 | 53  | +58 | 82 | 6.     |
| 2011/12 | Hellenic Football League (Premier Division)          | 9      | 40 | 29 | 6  | 5  | 97  | 32  | +65 | 93 | 2.     |
| 2012/13 | Southern Football League (Division One South & West) | 8      | 42 | 20 | 7  | 15 | 62  | 45  | +17 | 67 | 8.     |
| 2013/14 | Southern Football League (Division One South & West) | 8      | 42 | 23 | 9  | 10 | 91  | 44  | +47 | 78 | 6.     |
| 2014/15 | Southern Football League (Division One South & West) | 8      | 42 | 17 | 14 | 11 | 77  | 55  | +22 | 65 | 11.    |
| 2015/16 | Southern Football League (Division One South & West) | 8      | 42 | 24 | 6  | 12 | 88  | 59  | +29 | 78 | 7.     |
| 2016/17 | Southern Football League (Division One South & West) | 8      | 42 | 19 | 5  | 18 | 65  | 77  | -12 | 62 | 9.     |
| 2017/18 | Southern Football League (Division One West)         | 8      | 42 | 10 | 10 | 20 | 63  | 124 | -61 | 40 | 17.    |
| 2018/19 | Western Football League (Premier Division)           | 9      | 42 |    |    |    |     |     |     |    |        |